# Kammerat - Tovaritsj
Kammerat - Tovaritsj er en film instrueret af Hagen Hasselbalch efter eget manuskript.

## Handling
Ved kapitulationen opholdt der sig ca. 7000 russiske statsborgere som tyskernes fanger i Danmark. I filmen vises det daglige liv i de lejre, hvori de blev samlet, indtil de kunne blive hjemsendt.